# شکوفه (آلبوم تروی سیوان)
شکوفه (انگلیسی: Bloom) دومین آلبوم استودیویی خواننده و ترانه‌نویس استرالیایی تروی سیوان است که در ۳۱ اوت ۲۰۱۸ ازطریق ای‌ام‌آی میوزیک استرالیا و کپیتال رکوردز منتشر شد. این آلبوم دنباله نخستین آلبوم استودیویی سیوان با عنوان محله غمگین است و شامل همکاری با هنرمندانی همچون آریانا گرانده است.
این آلبوم در مراسم جایزه‌های انجمن صنعت ضبط استرالیا ۲۰۱۸ نامزدی برای دریافت سه جایزه آلبوم سال، هنرمند مرد برگزیده و بهترین انتشار پاپ شد.